# جزيرة ليران
جزيرة ليران هي إحدى جزر بارات دايا الإندونيسية وتقع في أقصى غرب المجموعة، وتتبع مقاطعة مالوكو، وتقع جنوب غرب جزيرة ويتار. وتقع على مسافة 12 كم جنوب غرب جزيرة أتاورو التيمورية الشرقية.
الجزيرة محاطة بشعاب مرجانية.
ويسكن الجزيرة عدد قليل من السكان ويتكلمون اللغة الويتارية.